# Киргетов, Исаак Ананьевич
Исаа́к Ана́ньевич Кирге́тов (1904—1945) — полковник Рабоче-крестьянской Красной Армии, участник Великой Отечественной войны, Герой Советского Союза (1944).

## Биография
Исаак Киргетов родился 15 апреля 1904 года в деревне Высокий Холм (ныне — Смоленский район Смоленской области). В 1921 году он окончил смоленскую железнодорожную школу № 30. С 1920 года служил в частях особого назначения. После демобилизации работал сначала на шахте, на лесоповале, строительстве железнодорожного моста. В 1924 году Киргетов вернулся на родину, где был избран председателем сельского совета. Служил в Рабоче-крестьянской Красной Армии. Демобилизовавшись в 1929 году, Киргетов создал на родине коммуну «Братская семья». В 1931 году Киргетов был по партийному призыву повторно призван в армию, был преподавателем военной школы в Калинине. Участвовал в советско-финской войне.
С июня 1941 года — на фронтах Великой Отечественной войны. Участвовал в боях под Ленинградом, командуя 174-м миномётным полком 42-й армии Ленинградского фронта на Невском пятачке. Особо отличился во время окончательного снятия блокады. 15-20 января 1944 года Киргетов, изучив оборону и огневую систему противника у Пулковских высот, умело руководил своим полком, который в тех боях уничтожил 57 пулемётов и подавив огонь 16 артиллерийских батарей.
Указом Президиума Верховного Совета СССР от 1 июля 1944 года за «проявленные личный героизм и мужество, за организацию чёткого взаимодействия с пехотой, умелое и гибкое управление огнём и манёвр» полковник Исаак Киргетов был удостоен высокого звания Героя Советского Союза с вручением ордена Ленина и медали «Золотая Звезда» за номером 3742.
Позднее полковник Киргетов стал командиром 42-й миномётной бригады. На этой должности он участвовал в освобождении Прибалтики и Польши. 22 апреля 1945 года в берлинском предместье Киргетов был убит осколком немецкого снаряда. Похоронен на Большеохтинском кладбище Санкт-Петербурга.
Был также награждён двумя орденами Красного Знамени, орденами Богдана Хмельницкого 2-й степени, Кутузова 3-й степени, Александра Невского, Отечественной войны 1-й степени и «Знак Почёта», а также медалью «За оборону Ленинграда».
В честь Киргетова названа улица в Гатчине.